# شریف‌آباد (شوط)
شریف‌آباد روستایی در دهستان یولاگلدی بخش مرکزی شهرستان شوط استان آذربایجان غربی ایران است.

## جمعیت
بر پایه سرشماری عمومی نفوس و مسکن در سال ۱۳۹۵ جمعیت این مکان ۳۹۹ نفر (۱۱۱خانوار) بوده‌است.